# Efraín Escudero
Efraín Escudero (San Luis Rio Colorado, Sonora; 15 de enero de 1986) es un artista marcial mixto mexicano que compite en la división de peso ligero. Fue el ganador de la octava temporada del reality show The Ultimate Fighter.

## Primeros años
Nacido en San Luis Rio Colorado, Sonora (México), Escudero fue un luchador colegiado en la Universidad del Gran Cañón en Arizona. Aunque dejó la escuela para enfocarse totalmente a su carrera en MMA y unirse a la organización Ultimate Fighting Championship (UFC), finalmente regresó para obtener su Licenciatura en Ciencias en Justicia Criminal en 2011.

## Carrera de artes marciales mixtas
Efraín Escudero comenzó su carrera a mediados del 2006 logrando dos victorias consecutivas en Rage in the Cage de Roland Sarria en Phoenix. Siguió su racha de dos peleas ganadas el verano siguiente al registrar 7 victorias consecutivas, todas ellas por sumisión. Esta racha de rendiciones fue la más alta registrada en el año 2007.
Escudero solo peleó durante los meses de verano porque era un luchador colegiado de tiempo completo. Compitió para Pima Community College en las temporadas 2006 y 2007. Escudero ocupó el séptimo lugar en el torneo nacional de la NCAA en la categoría de peso de 157 libras, lo que convirtió oficialmente a Escudero en un «All-American».

### The Ultimate Fighter

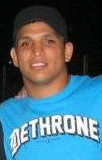
Escudero en 2012.

Participó en The Ultimate Fighter: Team Nogueira vs. Team Mir de UFC, ganando su primera pelea contra Ido Pariente con un estrangulamiento en el primer asalto. Luego venció a Shane Nelson en el segundo asalto con un triángulo montado para ganar un lugar en las semifinales, y posteriormente a Junie Browning en la segunda ronda para avanzar a la final. En el final del programa, Escudero ganó un contrato de UFC de seis cifras al derrotar a Phillipe Nover por decisión unánime, siendo el primer mexicano en lograrlo. Al recibir el trofeo, Escudero dedicó su victoria a su difunto padre, quien murió pocos días antes.

### Ultimate Fighting Championship
Escudero estaba listo para pelear contra Jeremy Stephens en UFC Fight Night 18, pero sufrió una lesión en las costillas que lo obligó a retirarse de la pelea. En una entrevista en línea, confirmó que pelearía contra Cole Miller en UFC 103. Antes de su pelea con Miller, dijo a FightLockdown.com: «Me he estado concentrando en noquear a la gente. Mis manos mejoran cada día. Si quieren mantenerlo en pie, estoy listo y dispuesto a hacerlo». 
En UFC 103, Escudero finalmente obtuvo una impresionante victoria por KO sobre Miller en la primera ronda. Fue agresivo en todo momento, una vez ejecutó un poderoso derribo al levantar y golpear a Miller contra la lona. Después de derribarlo, siguió con dos golpes de tierra y golpes en la cabeza para detener la pelea.
Escudero sufrió su primera derrota como profesional contra Evan Dunham en UFC Fight Night 20 por sumisión en el tercer asalto. Escudero se negó a hacer tapping hasta que el brazo estuvo en un ángulo extremo y dejó el ring bajo supervisión médica antes de la presentación de la victoria, lo que llevó a especular que el brazo estaba roto. Aseguró a través de su Twitter que el brazo solo sufrió daños en el tendón.
Después de que una resonancia magnética mostró que el brazo de Efraín estaba sano, y confirmó que pelearía contra Dan Lauzon en UFC 114.
Escudero luego derrotó a Lauzon por decisión unánime (29-27, 29-27, 29-27) luego de que le quitaran un punto al final del tercer asalto por golpear accidentalmente a Lauzon en la ingle.
Se esperaba que Escudero se enfrentara a John Gunderson el 15 de septiembre de 2010 en UFC Fight Night 22. Luego se enfrentó a Matt Wiman después de que el oponente original de Wiman, Mac Danzig, fuera expulsado de la cartelera por una lesión. Wiman también sufrió una lesión y fue reemplazado por Charles Oliveira. Escudero perdió la pelea ante Oliveira por sumisión debido en el tercer asalto.
El 20 de septiembre de 2010, Escudero fue liberado de su contrato con UFC, lo que lo convirtió en el segundo ganador de The Ultimate Fighter en ser liberado de la promoción.

### Otras promociones
Después de dejar UFC, Escudero acumularía un récord de 5-1, acabando con tres de sus oponentes por sumisión. La cuarta pelea fue contra su compañero de UFC Fabrício Camões en Tachi Palace Fights 9 el 5 de mayo. Perdió por decisión unánime.
Luego, Escudero estaba programado para pelear contra Tim Radcliffe en BAMMA 7. Sin embargo, el 6 de septiembre se anunció que problemas con la visa impidieron su viaje a Inglaterra.
Después de que los problemas de visa obligaron a Paul Kelly a abandonar su pelea en Legacy Fighting Championship 9, fue anunciado como su reemplazo. Fue contratado para pelear contra Jeff Rexroad el 16 de diciembre de 2011. Sin embargo, volvió a firmar un contrato con UFC, lo que provocó que se retirara de la pelea.
Escudero se enfrentó a Tyson Griffin en Resurrection Fighting Alliance 4 el 2 de noviembre de 2012. Perdió por decisión unánime.
Escudero se enfrentó a Luis Palomino en CFA 12 el 12 de octubre de 2013. Ganó por decisión unánime.

### Vuelta a UFC
En su regreso a UFC, Escudero se enfrentó a Jacob Volkmann el 30 de diciembre de 2011 en UFC 141, reemplazando al lesionado TJ Grant. Perdió la pelea por decisión unánime, pero estuvo muy cerca de someter a Volkmann en los minutos finales.
Escudero se enfrentó a Mac Danzig el 21 de abril de 2012 en UFC 145. Escudero perdió la pelea por decisión unánime y posteriormente fue liberado de la promoción por segunda vez.

### Bellator MMA
Efraín firmó un contrato de una pelea con Bellator MMA, convirtiéndose en el primer peleador mexicano en competir en las dos empresas más importantes de MMA en los Estados Unidos. Su debut fue contra César Ávila en Bellator 55. Ganó la pelea por sumisión tras una guillotina choke en el primer asalto.
Escudero se enfrentó a Zack Surdyka el 20 de septiembre de 2013 en Bellator 100. Ganó la pelea por decisión unánime.

### Tercera etapa en UFC
Escudero se enfrentó a Rodrigo de Lima el 14 de febrero de 2015 en UFC Fight Night 60. Ganó la pelea por decisión unánime.
Escudero luego se enfrentó a Drew Dober en UFC 188 el 13 de junio de 2015. Ganó la pelea por sumisión de estrangulamiento de guillotina en la primera ronda.
Escudero se enfrentó a Leandro Silva en The Ultimate Fighter Latin America 2 Finale el 21 de noviembre de 2015. Perdió la pelea por decisión unánime.
Escudero se enfrentó a Kevin Lee en UFC 197 el 23 de abril de 2016. Perdió la pelea por decisión unánime.
Tras ello, Escudero fue liberado de la promoción por tercera vez.

### LUX Fight League
El 21 de julio de 2017, Escudero fue programado para enfrentar a Bruno Murata en el primer evento de la promoción mexicana LUX Fight League. Ambos protagonizaron la pelea estelar de la noche, con Efraín llevándose la victoria por decisión unánime.
Escudero se enfrentó a Jorge López el 17 de febrero de 2018 en LUX 002, el segundo evento de la naciente empresa. Ganó la pelea por sumisión en el primer asalto.

### Professional Fighters League
En 2018, firmaría un contrato con Professional Fighters League (PFL).
Escudero se enfrentó a Jason High en una pelea de torneo de peso ligero en PFL 2 el 21 de junio de 2018. Ganó la pelea por sumisión técnica en el tercer asalto. Esta victoria fue blanco de controversia ya que el árbitro detuvo la pelea cuando High rápidamente movió su mano debajo del cuerpo de Escudero, lo que hizo que el árbitro creyera que se trataba de un toque. Sin embargo, al revisar las repeticiones, estaba claro que High no había hecho tapping.
Escudero estaba listo para enfrentar a Islam Mamedov en la próxima ronda del torneo de peso ligero. Sin embargo, Escudero no alcanzó el límite de peso de 156 lbs por más de siete libras, y la pelea programada para PFL 5 el 2 de agosto de 2018 fue cancelada. Como resultado, Mamedov recibió 3 puntos a través de una victoria por walkover.

## Vida personal
Actualmente reside en Phoenix. Escudero es padre de dos hijos; una hija nacida en 2012 y un hijo nacido en 2016.

## Campeonatos y logros
- Superior Challenge
  - SC Lightweight Championship (Una vez)

- Ultimate Fighting Championship
  - Ganador del The Ultimate Fighter 8

## Récord en artes marciales mixtas
| Récord profesional | Récord profesional | Récord profesional |
| 49 peleas          | 32 victorias       | 17 derrotas        |
| ------------------ | ------------------ | ------------------ |
| Nocaut             | 2                  | 1                  |
| Sumisión           | 16                 | 2                  |
| Decisión           | 14                 | 14                 |

| Resultado | Récord | Oponente               | Método                      | Evento                                                  | Fecha                    | Ronda | Tiempo | Localización     | Notas                                                  |
| --------- | ------ | ---------------------- | --------------------------- | ------------------------------------------------------- | ------------------------ | ----- | ------ | ---------------- | ------------------------------------------------------ |
| Derrota   | 32–17  | Baysangur Chamsoudinov | TKO (golpes)                | Ares FC 16: Chamsoudinov vs. Escudero                   | 23 de junio de 2023      | 2     | 4:42   | París            | Pelea de peso pactado (179 lb).                        |
| Victoria  | 32–16  | Ricardo Chavez         | Decisión (unánime)          | BSC 11                                                  | 4 de noviembre de 2022   | 5     | 5:00   | Ciudad de México | Debut en peso welter.                                  |
| Victoria  | 31–16  | Leonard Smith          | Sumisión (heel hook)        | Fight Night Champions 5                                 | 30 de noviembre de 2019  | 2     | 4:22   | Tijuana          |                                                        |
| Derrota   | 30–16  | Rasul Shovhalov        | Decisión (unánime)          | ACA 98                                                  | 31 de agosto de 2019     | 3     | 5:00   | Krasnodar        |                                                        |
| Derrota   | 30–15  | Amirkhan Adaev         | Decisión (dividida)         | ACA 92                                                  | 16 de febrero de 2019    | 3     | 5:00   | Warsaw           |                                                        |
| Derrota   | 30–14  | Gleison Tibau          | Decisión (unánime)          | Golden Boy Promotions                                   | 24 de noviembre de 2018  | 3     | 5:00   | Inglewood        | Pelea de peso pactado (160 lbs)                        |
| Victoria  | 30–13  | Jason High             | Sumisión (guillotine choke) | PFL 2                                                   | 21 de junio de 2018      | 3     | 0:35   | Chicago          | Pelea de peso pactado (162 lbs). Escudero perdió peso. |
| Victoria  | 29–13  | Jorge López            | Sumisión (rear-naked choke) | LUX 002                                                 | 17 de febrero de 2018    | 1     | 4:59   | Ciudad de México |                                                        |
| Derrota   | 28–13  | Musa Khamanaev         | Decisión (unánime)          | ACB 74                                                  | 25 de noviembre de 2017  | 3     | 5:00   | Viena            |                                                        |
| Victoria  | 28–12  | Bruno Murata           | Decisión (unánime)          | LUX 001                                                 | 21 de julio de 2017      | 3     | 5:00   | Tampico          |                                                        |
| Victoria  | 27–12  | Fabrício Guerreiro     | Decisión (unánime)          | Conquer FC 3                                            | 18 de marzo de 2017      | 3     | 5:00   | Oakland          |                                                        |
| Derrota   | 26–12  | Akhmet Aliev           | Decisión (dividida)         | Fight Nights Global 59                                  | 23 de febrero de 2017    | 3     | 5:00   | Khimki           |                                                        |
| Victoria  | 26–11  | Nelson Carvalho        | Decisión (dividida)         | EBD - European Beatdown 1                               | 3 de diciembre de 2016   | 3     | 5:00   | Mons             |                                                        |
| Victoria  | 25–11  | Koshi Matsumoto        | Decisión (unánime)          | Vale Tudo Japan - VTJ 8th                               | 19 de septiembre de 2016 | 3     | 5:00   | Urayasu          |                                                        |
| Derrota   | 24–11  | Kevin Lee              | Decisión (unánime)          | UFC 197                                                 | 23 de abril de 2016      | 3     | 5:00   | Las Vegas        |                                                        |
| Derrota   | 24–10  | Leandro Silva          | Decisión (unánime)          | UFC Fight Night 78                                      | 15 de noviembre de 2015  | 3     | 3:30   | Monterrey        |                                                        |
| Victoria  | 24–9   | Drew Dober             | Sumisión (guillotine choke) | UFC 188                                                 | 13 de junio de 2015      | 1     | 0:54   | Ciudad de México |                                                        |
| Victoria  | 23–9   | Rodrigo Goiana de Lima | Decisión (unánime)          | UFC Fight Night: Henderson vs. Thatch                   | 14 de febrero de 2015    | 3     | 5:00   | Broomfield       |                                                        |
| Derrota   | 22–9   | Leonardo Santos        | Decisión (unánime)          | UFC Fight Night 51                                      | 13 de septiembre de 2014 | 3     | 5:00   | Brasilia         | Ganó el Campeonato de Peso Ligero de SC.               |
| Victoria  | 22–8   | Juha-Pekka Vainikainen | TKO (golpes)                | Superior Challenge X                                    | 3 de mayo de 2014        | 3     | 4:48   | Helsingborg      |                                                        |
| Derrota   | 21–8   | Dakota Cochrane        | Decisión (unánime)          | RFA 13                                                  | 7 de marzo de 2014       | 3     | 5:00   | Lincoln          |                                                        |
| Victoria  | 21–7   | Luis Palomino          | Decisión (unánime)          | CFA 12                                                  | 12 de octubre de 2013    | 3     | 5:00   | Coral Gables     |                                                        |
| Victoria  | 20–7   | Zack Surdyka           | Decisión (unánime)          | Bellator 100                                            | 20 de septiembre de 2013 | 3     | 5:00   | Phoenix          |                                                        |
| Victoria  | 19–7   | Marcus Edwards         | Decisión (dividida)         | SCL: Live at the Stampede                               | 29 de junio de 2013      | 3     | 5:00   | Greeley          |                                                        |
| Derrota   | 18–7   | Jorge Patino           | Decisión (dividida)         | Max Sport: 13.2                                         | 11 de mayo de 2013       | 3     | 5:00   | São Paulo        |                                                        |
| Derrota   | 18–6   | Tyson Griffin          | Decisión (unánime)          | RFA 4                                                   | 2 de noviembre de 2012   | 3     | 5:00   | Las Vegas        |                                                        |
| Derrota   | 18–5   | Mac Danzig             | Decisión (unánime)          | UFC 145                                                 | 21 de abril de 2012      | 3     | 5:00   | Atlanta          |                                                        |
| Derrota   | 18–4   | Jacob Volkmann         | Decisión (unánime)          | UFC 141                                                 | 30 de diciembre de 2011  | 3     | 5:00   | Las Vegas        |                                                        |
| Victoria  | 18–3   | Cesar Avila            | Sumisión (guillotina choke) | Bellator 55                                             | 22 de octubre de 2011    | 1     | 1:55   | Yuma             |                                                        |
| Victoria  | 17–3   | Mike Rio               | Decisión (unánime)          | CFA 2: McCorkle vs. Hayes                               | 23 de julio de 2011      | 3     | 5:00   | Miami            |                                                        |
| Derrota   | 16–3   | Fabrício Camões        | Decisión (unánime)          | Tachi Palace Fights 9                                   | 5 de mayo de 2011        | 3     | 5:00   | Lemoore          |                                                        |
| Victoria  | 16–2   | Ashe Bowman            | Decisión (unánime)          | XCage: Predators                                        | 8 de abril de 2011       | 3     | 5:00   | Tijuana          |                                                        |
| Victoria  | 15–2   | Jeremy Larsen          | Sumisión (armbar)           | Rage In The Cage 148                                    | 29 de enero de 2011      | 3     | 3:21   | Chandler         |                                                        |
| Victoria  | 14–2   | Alfredo Martinez       | Sumisión (rear-naked choke) | Desert Rage Full Contact Fighting 8                     | 19 de noviembre de 2010  | 1     | 1:14   | Somerton         |                                                        |
| Derrota   | 13–2   | Charles Oliveira       | Sumisión (rear-naked choke) | UFC Fight Night 22                                      | 15 de septiembre de 2010 | 3     | 2:25   | Austin           | Pelea de peso pactado (159 lbs); Escudero perdió peso. |
| Victoria  | 13–1   | Dan Lauzon             | Decisión (unánime)          | UFC 114                                                 | 29 de mayo de 2010       | 3     | 5:00   | Las Vegas        |                                                        |
| Derrota   | 12–1   | Evan Dunham            | Sumisión (armbar)           | UFC Fight Night 20                                      | 11 de enero de 2010      | 3     | 1:59   | Fairfax          |                                                        |
| Victoria  | 12–0   | Cole Miller            | KO                          | UFC 103                                                 | 19 de septiembre de 2009 | 1     | 3:36   | Dallas           |                                                        |
| Victoria  | 11–0   | Phillipe Nover         | Decisión (unánime)          | The Ultimate Fighter: Team Nogueira vs. Team Mir Finale | 13 de diciembre de 2008  | 3     | 5:00   | Las Vegas        | Ganó el The Ultimate Fighter 8.                        |
| Victoria  | 10–0   | Tommy Wagner           | Sumisión (triangle choke)   | Full Moon Fighting                                      | 23 de febrero de 2008    | 1     | 1:12   | Puerto Peñasco   |                                                        |
| Victoria  | 9–0    | Eric Regan             | Sumisión (rear-naked choke) | Rage in the Cage 99                                     | 18 de agosto de 2007     | 2     | 2:15   | Tucson           |                                                        |
| Victoria  | 8–0    | Jon Kecks              | Sumisión (triangle choke)   | Cage Supremacy 2                                        | 22 de julio de 2007      | 1     | 2:04   | Tucson           |                                                        |
| Victoria  | 7–0    | TJ Zasa                | Sumisión (rear-naked choke) | Cage Supremacy                                          | 24 de junio de 2007      | 2     | 0:43   | Tucson           |                                                        |
| Victoria  | 6–0    | Peter Newsheller       | Sumisión (rear-naked choke) | Rage in the Cage 96                                     | 15 de junio de 2007      | 1     | 1:13   | Tucson           |                                                        |
| Victoria  | 5–0    | Jose Rodriguez         | Sumisión (triangle choke)   | Rage in the Cage 95                                     | 12 de mayo de 2007       | 1     | 2:29   | Fountain Hills   |                                                        |
| Victoria  | 4–0    | Nic Stone              | Sumisión (armbar)           | Rage in the Cage 93                                     | 20 de abril de 2007      | 2     | 1:25   | Somerton         |                                                        |
| Victoria  | 3–0    | Mike Smith             | Sumisión (rear-naked choke) | RITC 92: Cronin vs Vigil                                | 30 de marzo de 2007      | 1     | 2:57   | Phoenix          |                                                        |
| Victoria  | 2–0    | Joe Cronin             | Decisión (unánime)          | RITC 84: Celebrity Theatre                              | 1 de julio de 2006       | 3     | 3:00   | Phoenix          |                                                        |
| Victoria  | 1–0    | Chris Collado          | Sumisión (choke)            | RITC 83: Rampage                                        | 10 de junio de 2006      | 1     | N/A    | Fountain Hills   |                                                        |